# دیونیسیو اورریستی
دیونیسیو اورریستی (انگلیسی: Dionisio Urreisti؛ زادهٔ ۱۷ مارس ۱۹۴۳) بازیکن فوتبال اهل اسپانیا است.
از باشگاه‌هایی که در آن بازی کرده‌است می‌توان به باشگاه فوتبال رئال سوسیداد اشاره کرد.